# Vladimir Monomaque (croiseur)
Pour les articles homonymes, voir Vladimir Monomaque (homonymie).
Le Vladimir Monomaque (en russe : Владимир Мономах) est un croiseur cuirassé de la classe Dimitri Donskoï construit pour la Marine impériale de Russie. Il est nommé en l'honneur du grand-prince de Kiev Vladimir II Monomaque (1053-1125). C'est le navire le plus rapide de ce type, il représente alors une menace pour les Britanniques qui se voulaient les seuls maîtres des mers.
La construction du Vladimir Monomaque commence le 10 février 1881. Il est lancé le 10 octobre 1882 et entre en service 1er juillet 1883. Ce croiseur est construit au chantier naval de la Baltique de Saint-Pétersbourg, l'architecte naval étant N.A. Samoïlov. Le Vladimir Monomaque prend part à la guerre russo-japonaise de 1904-1905 et est coulé à la bataille de Tsushima, le 28 mai 1905.

## Historique
Les plans du navire furent constamment modifiés, pendant le processus de construction, et il en résulta une différence entre les deux croiseurs, le Vladimir Monomaque et le Dimitri Donskoï, quant à la nature et à la quantité de l'artillerie.

### Carrière dans la Marine impériale de Russie

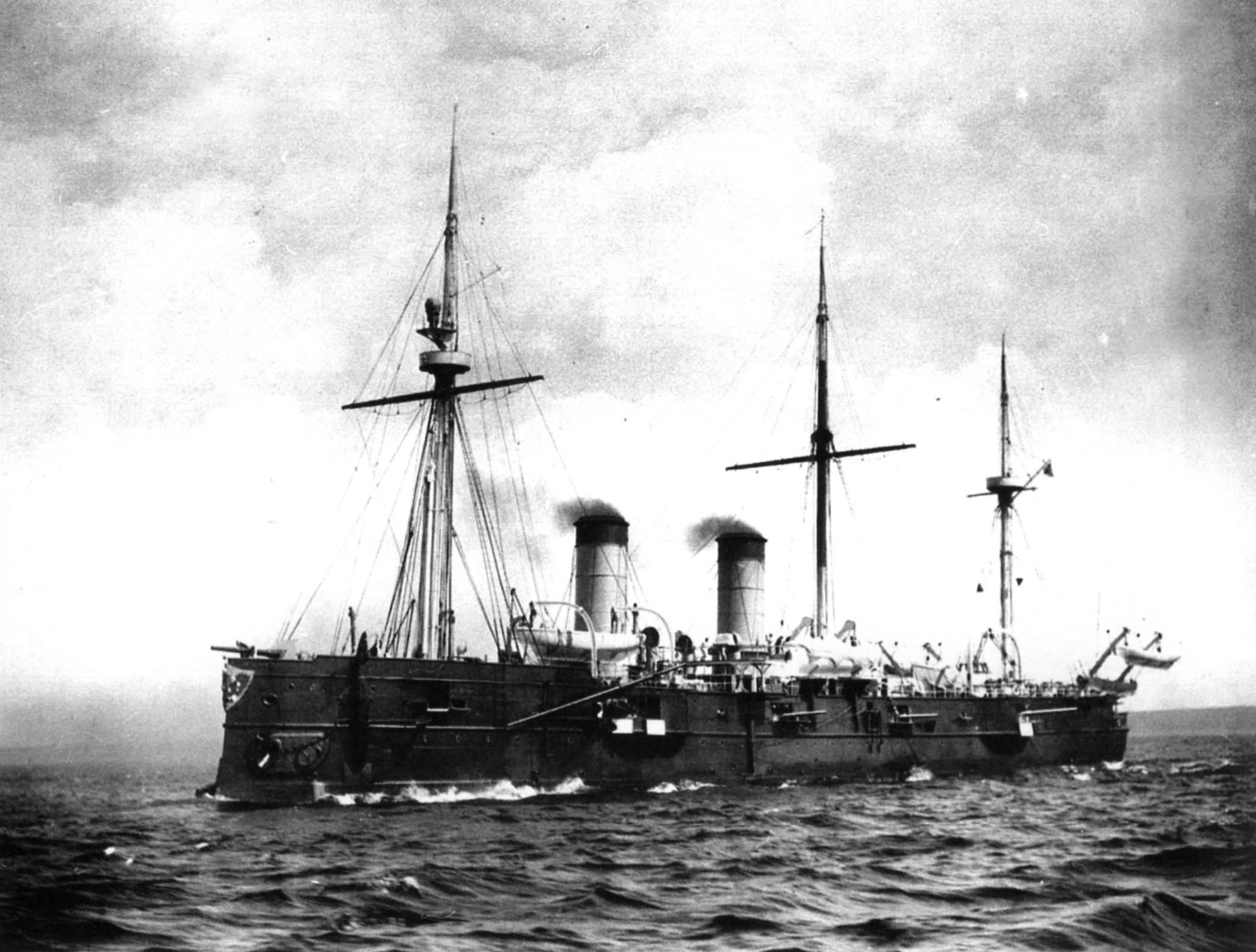
Le Vladimir Monomaque en 1902

En août 1883, le Vladimir Monomaque placé sous le commandement du capitaine de 1er rang P.A. Polianski accompagna à Copenhague le yacht Pouvoir avec à son bord la famille impériale. À son retour, il rejoignit la flotte de la Baltique.
Le 29 septembre 1884, le Vladimir Monomaque quitta la Baltique, traversa la Méditerranée, sous la surveillance du cuirassé britannique Agamemnon, et accosta à Port-Saïd, puis à Suez. Le croiseur fut en mesure de distancer le cuirassé en empruntant le canal de Suez et jeta l'ancre à Nagasaki où fut hissé le pavillon du contre-amiral Alexandre Egorovitch Crown. L'escadre fut ensuite basée à Vladivostok pour parer à une attaque éventuelle de l'Angleterre qui possédait Hong Kong. Le Vladimir Monomaque était alors l'unique croiseur blindé de la flotte du Pacifique.
Le 9 avril 1885, le Vladimir Monomaque placé sous le commandement du capitaine de 1er rang Iakov Apollonovitch Hildebrandt (1842-1915) se rendit de Vladivostok au Japon et après une résolution pacifique du conflit avec la Grande-Bretagne, l'escadre russe rejoignit ses bases d'hiver à l'automne 1885. Il est de retour le 7 mars 1886 en Extrême-Orient pour reprendre son service. Le 20 décembre 1886, le croiseur quitta Nagasaki et mit le cap sur Kronstadt, où il jeta l'ancre en juillet 1887.
Des travaux de modernisation sont effectués pendant l'année 1888-1889 et de nouveaux canons sont installés à bord.

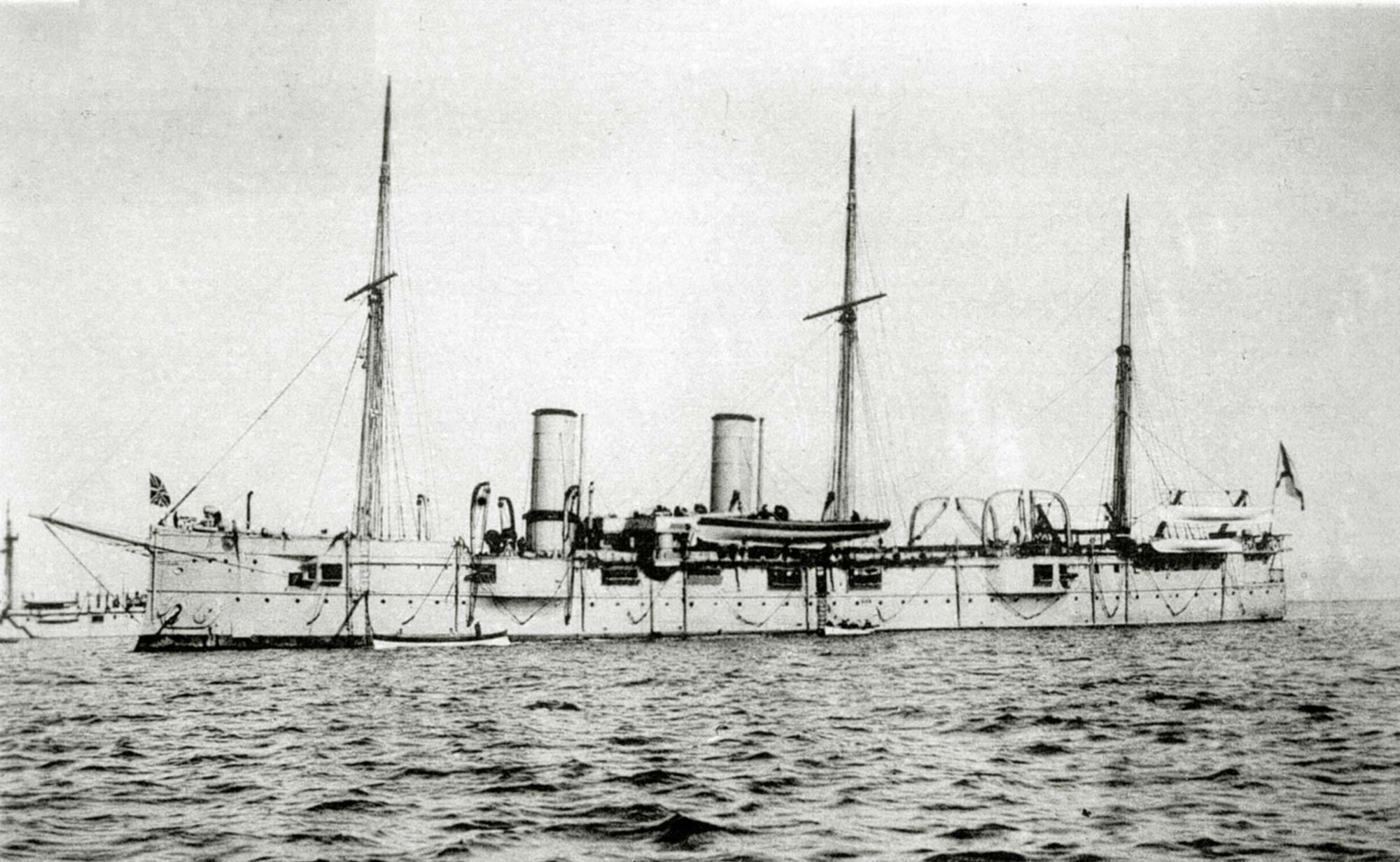
Le Vladimir Monomaque après modernisation

Le capitaine de premier rang Fiodor Vassilievitch Doubassov (1845-1912) est nommé le 1er janvier 1889 commandant du navire et le 25 novembre de la même année le croiseur se dirige de nouveau vers l'Extrême-Orient. Cependant, arrivé au Pirée, il est dans l'obligation d'attendre la formation d'un détachement au sein duquel en qualité de cadet de la marine se trouvait le grand duc Georges Alexandrovitch de Russie.
Les plans sont bientôt modifiés et le Vladimir Monomaque rejoint à Trieste le croiseur Mémoire d'Azov (placé sous le pavillon de l'amiral Vladimir Grigorievitch Bazarguine (1838-1893). Le 19 octobre 1890, le tsarévitch Nicolas Alexandrovitch, désireux de s'informer sur la flotte d'Extrême-Orient, monta à bord du Tsarévitch. Le croiseur rejoignit la flotte russe en février 1891, près de Ceylan. Le 11 mai de la même année, il jeta l'ancre à Vladivostok avec le reste de l'escadre.
C'est alors qu'un nouveau commandant est nommé à son bord : le capitaine de 1er rang Oskar Viktorovitch Stark. Au début de décembre 1891, le croiseur est transféré à Nagasaki afin de d'effectuer les préparatifs pour son retour en Baltique. Il accoste dans le port de Kronstadt le 10 septembre 1892.
Le Vladimir Monomaque connait d'importantes rénovations en 1892 et 1893.
Le 2 octobre 1894, le Vladimir Monomaque est placé sous le commandement du capitaine de 1er rang Zinovi Rojestvenski, le croiseur se dirige vers la Méditerranée afin de remplacer le Mémoire d'Azov, mais au début de l'année 1895 les relations diplomatiques avec le Japon se dégradent. Le Vladimir Monomaque est envoyé en hâte dans l'océan Pacifique et jette l'ancre dans le port de Chifu, le 11 avril 1895. Le 1er mai 1895, le pavillon du contre-amiral et commandant de l'escadre du Pacifique Evgueni Ivanovitch Alexeïev est hissé sur le croiseur. Le 24 janvier 1896, le croiseur se rend à Kronstadt afin de remplacer l'artillerie. Le 28 avril 1896, il fait escale à Cherbourg, ce qui est relayé à grand bruit dans la presse de l'époque, la France étant alors en pleine alliance franco-russe.
On installe au cours de l'année 1896-1897, cinq canons de 152 mm, 6 de 120 mm, 8 canons de 120 mm, 8 pièces de 47 mm, 4 de 47 mm, 3 torpilles de 380 mm.
En novembre 1897, le Vladimir Monomaque placé sous le commandement du capitaine de 1er rang Pavel Petrovitch Oukhtomsky (1848-1910) met une nouvelle fois le cap sur l'Extrême-Orient et le croiseur est basé à Port-Arthur.
La région était alors dangereuse à cause de la révolte des Boxers, aussi le navire est utilisé en juin 1900 comme transport de troupes. L'équipage participa en plus à des opérations militaires terrestres.
Il leva l'ancre en décembre 1901, alors qu'il était ancré à Hong Kong avec le Dmitri Donskoï, pour se diriger vers la Méditerranée. Le bâtiment de guerre emprunta le canal de Suez et s'arrêta à Tanger où il stationna, la région étant alors convoitée, et n'accosta à Kronstadt qu'en septembre 1902.
Dans l'année 1903-1904, de nouvelles rénovations devaient être effectuées sur le Vladimir Monomaque, mais la formation de la 3e escadre du Pacifique placée sous le commandement de l'amiral Nikolaï Ivanovitch Nebogatov eut pour conséquence que les modifications prévues ne furent pas effectuées et que l'on installa seulement des canons de 152 mm et 120 mm.

### Bataille de Tsushima
À 13 h 45, le Vladimir Monomaque placé sous le commandement du capitaine de 1er rang Vladimir Alexandrovitch Popov (1857-?) (grade correspondant à celui de colonel dans l'infanterie ou l'armée de l'air) se plaça à droite afin d'assurer la protection d'un convoi de navires de transport et de la 2e escadre du Pacifique. Il ouvrit un feu nourri sur le croiseur japonais Idzumi causant de graves dommages sur le navire : les Japonais déplorèrent trois morts et sept blessés.
Au début de la bataille, le Vladimir Monomaque se place dans un convoi de croiseurs battant pavillon de l'amiral Oskar Adolfovitch Enkvist. Il est touché au cours de la journée par cinq obus (tuant une personne, blessant seize marins, endommageant un canon de 120 mm). À 16 h, un obus de 152 mm touche le Vladimir Monomaque suivi d'un violent incendie. Heureusement, grâce à l'habileté des marins, les flammes ne provoquent pas l'explosion des munitions.
Au cours de la nuit suivante, le Vladimir Monomaque accomplit avec succès trois attaques sur des navires ennemis, mais à 21 h il est touché par une torpille à tribord, endommageant gravement le compartiment à charbon. Les tentatives de colmatage échouent. Un peu plus tard le croiseur est attaqué par les croiseurs japonais Siranui et Sado-Maru, mais les japonais voyant la situation désespérée du bâtiment de guerre russe cessent leurs tirs.
Le 28 mai 1905, à 10 h 20, le Vladimir Monomaque fut sabordé. Il coula rapidement. Les membres d'équipage du Vladimir Monomaque faits prisonniers montèrent à bord des croiseurs auxiliaires japonais Manso-Maru et Sado-Maru.
Le Vladimir Monomaque est rayé des effectifs de la Marine impériale de Russie le 19 septembre 1905.

## Liste des officiers en service sur leVladimir Monomaque
- V.A. Manevsky
- Vladimir Alexandrovitch Popov (capitaine 1er rang)
- V.P. Ermakov (capitaine 2e rang)
- G.N. Palley (4e adjudant vérificateur)
- V.G. Antonov (adjudant)
- A.A .Pelican (1er lieutenant d'artillerie (20 décembre 1904 transféré sur l’Empereur Nicolas Ier)
- N. Nozikov (lieutenant d'artillerie) transféré le 20 décembre 1904
- Alexandre V. Pavlov (adjudant-officier d'artillerie)
- Prince D.P. Maksoutov (officier lieutenant de navigation)
- V.I. Orlov (officier 1er lieutenant de navigation)
- A.P. Mordvinov (lieutenant principal)
- S.V. Loukomsky (Adjudant-chef)
- S.N. Memnonov (adjudant officier de Quart)
- Baron G. von der Osten-Saken (3e officier de quart adjudant)
- M.P. Koretsky (officier de quart adjudant)
- H. Metaxa (officier de quart adjudant)
- A.I. Rytov (officier de marine adjudant)
- V.P. George (officier de marine adjudant)
- E.A. Kornilov (officier mécanicien) à partir du 11 janvier 1905 (ingénieur mécanicien de la flotte)
- E. Elttsberg (ingénieur mécanicien) à partir du 1er janvier 1905 (poruchik)
- G.K. Opel (adjoint de l'ingénieur mécanicien) à partir du 1er janvier 1905 (poruchik)
- A.K. Redko (officier mécanicien)
- I. Boïko (officier mécanicien)
- K.A. Zarjetsky (médecin)
- A. Loboda (médecin)
- Kopyssov
- Père Appollinaire (prêtre, aumônier du Vladimir Monomaque)

## Commandants duVladimir Monomaque
- P.A. Polianski
- Alexandre Egorovitch Crown
- Iakov Appolonovitch Hildebrandt
- Fiodor Vassilievitch Doubassov
- Vladimir Grigorievitch Bazarguine
- Oskar Viktorovitch Stark
- Zinovi Petrovitch Rojestvensky
- Evgueni Ivanovitch Alexeïev
- Pavel Petrovitch Oukhtomsky
- Vladimir Alexandrovitch Popov

## Sources et bibliographie
- (ru) A.A. Allilouïev Frégates de type "Dimitri Donskoï (1881-1905) Munir R., 2006,  (ISBN 5-98830-016-2)
- Модель
- (en) Roger Chesneau (editor), Eugene M. Kolesnik (editor) et N.J.M. Campbell, Conway's All the World's Fighting Ships: 1860–1905, Londres, Conway Maritime Press, 1979, 440 p. (ISBN 978-0-851-77133-5, OCLC 5834247)
- Richard Hough, La flotte qui devait mourir
- (en) NJM Campbell, La Bataille de Tsushima, navire de guerre, vol. II